# Processus d'apprentissage
Pour un article plus général, voir Apprentissage.
 (décembre 2017).
- Si vous ne connaissez pas le sujet, laissez ce bandeau (vous pouvez alors contacter les auteurs).
- Si vous supprimez le contenu mis en cause (vous pouvez préalablement contacter les auteurs),

argumentez précisément cette suppression dans la page de discussion
(un manque de référence n'est pas un argument ; une recherche réelle de référence doit avoir été effectuée, être formellement documentée).
Le processus d'apprentissage est le mode de fonctionnement de l'appareil psychique à l'œuvre lorsque l'individu acquiert une connaissance.[réf. nécessaire]
On distingue différents types de processus d'apprentissage, tous actifs[Quoi ?] et surtout à tout âge, même pour l'adulte âgé, qui développe un processus d'apprentissage quelque peu différent, de par ses motivations premières[non neutre]. Les conditions dans lesquelles ils vont se développer, leurs sources, mais également leurs points d'applications, peuvent toutefois être spécifiques à l'adulte.

## Les différents processus d'apprentissage

### Processus individuels d'apprentissage, le rapport au savoir

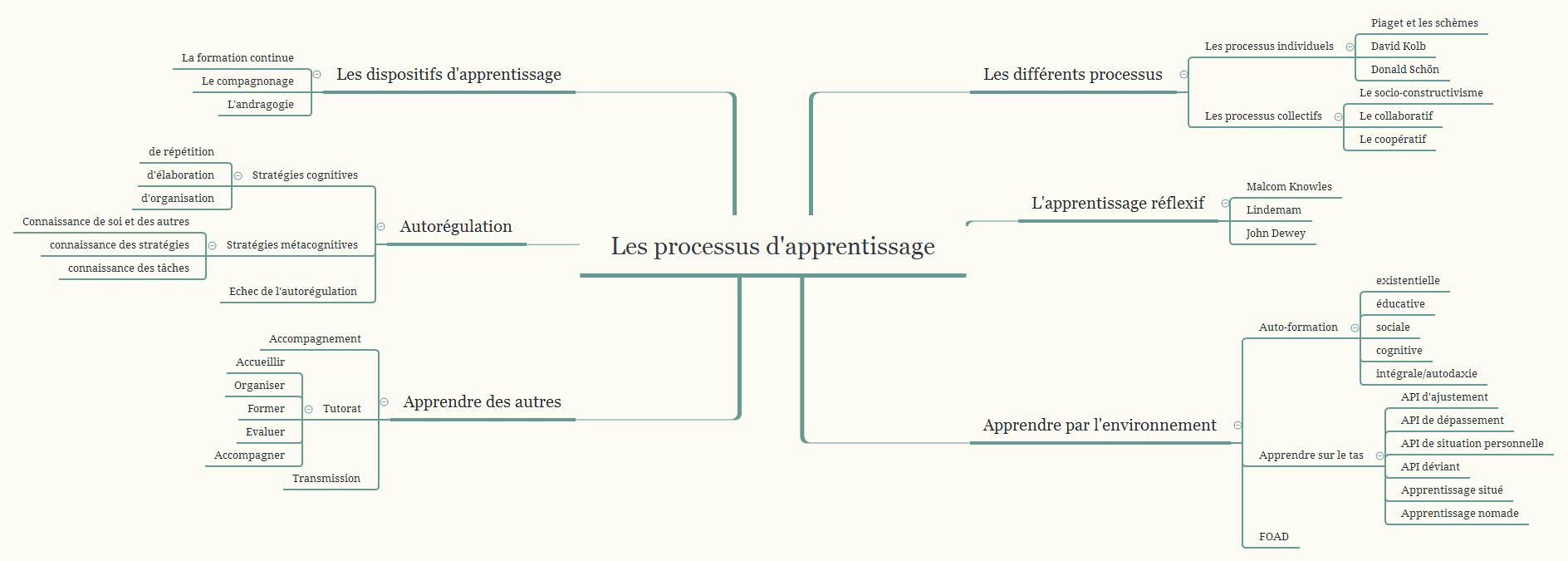
Les processus d'apprentissage

C’est le behaviorisme qui impose[pourquoi ?] le terme « apprentissage », alors que les biologistes lui préfèrent le terme « mémoire biologique ».
Pour Alain Lieury, le terme « apprentissage » est plutôt employé pour désigner la modification systématique du comportement en fonction de l’entrainement tandis que le terme « mémoire » désigne l’ensemble des structures qui permettent ces modifications.
Le concept de rapport au savoir a  été, lui, développé par Jacky Beillerot et par Bernard Charlot dans deux champs théoriques. Pour le premier, dans le champ de la recherche clinique et reprenant la pensée de Freud pour qui « apprendre c'est investir un désir dans un objet de savoir » le rapport au savoir est lié au désir de savoir. C'est un processus qui permet à un individu, à partir de connaissances acquises, de créer de nouveaux savoirs tout au long de sa vie. C'est aussi une relation singulière au monde physique et social permettant d'acquérir ces savoirs. Pour Bernard Charlot, sociologue, le rapport au savoir repose sur trois fondements complémentaires. Pour lui, « apprendre c'est établir un rapport au monde, un rapport à soi-même et aux autres ».
Ainsi, une formation obligatoire ou choisie ne peut être apprenante que si on s'interroge sur la dynamique individuelle de l'acte d'apprendre.
Si beaucoup d'auteurs lient essentiellement le rapport au savoir des adultes à leur motivation (liée à des facteurs intrinsèques et extrinsèques essentiellement), Philippe Carré, avec le concept d'« apprenance », définit de manière plus globale ce qui pousse les adultes à se former.
Il s'agit d'un « ensemble durable de dispositions favorables à l’action d’apprendre dans toutes les situations formelles ou informelles, de façon expérientielle ou didactique, auto-dirigée ou non, intentionnelle ou fortuite ». Pour l'auteur, il faut vouloir, pouvoir et savoir apprendre. Il ordonne ainsi ces dispositions sur trois fondements : le cognitif, l’affectif, et le conatif (les motivations à l’apprentissage).

#### Un processus d'apprentissage individuel: Jean Piaget et les schèmes
Notion issue de Piaget, le schème « est la structure ou l'organisation des actions telles qu'elles se transfèrent ou se généralisent lors de la répétition de cette action en des circonstances semblables ou analogues » (La psychologie de l'enfant).
Une autre définition simple mais aussi simpliste serait de dire que le schème est « un canevas des actions repérables »[réf. nécessaire]. Cependant, le schème est davantage qu'une structure. Si l'on prend le schème de la succion chez le jeune enfant, il comprend des savoirs, des savoir-faire, une dimension motivationnelle, affective et cognitive. Le schème est le résultat d'une représentation combinée à une action, il n'est pas perceptible et sa prise de conscience se fait par la répétition.
Lors du processus d'apprentissage, les schèmes innés combinés à des expérimentations, des actions, peuvent évoluer sans limite d'âge. Cette évolution se fait par deux biais :
1. l'assimilation : nuancer un schème déjà présent, lui rajouter des exemples sans le modifier.
2. l’accommodation : transformer ou changer un schème existant. Le changement se fait par l'expérience au niveau du schème existant (transformation avec une nouvelle donnée, création de liens avec les anciens schèmes, apparition d'un nouveau schème).

#### Les styles d'apprentissage
La théorie de l’apprentissage expérientiel, de David Kolb (1984) fait une synthèse entre la philosophie de l’éducation de John Dewey et l’épistémologie génétique de Piaget.
Il y définit différents styles d'apprentissage. Ces styles correspondent aux préférences personnelles de l'individu concernant son apprentissage. Il existe aujourd'hui de multiples classifications de ces styles.
Toutefois, les recherches scientifiques n'ont pu prouver qu'on apprenait mieux dans son « style d'apprentissage » préféré. Fonder sa pédagogie sur ces paramètres serait donc totalement stérile.

#### Donald Schön et le praticien réflexif
En 1983, Donad Schön publie The réflective practitioner : ce « tournant réflexif...est une sorte de révolution » (Schön, 1996).
S'ouvre alors une brèche épistémologique dans la façon de concevoir le fonctionnement du professionnel et de sa formation :
Le professionnel est considéré comme « un praticien réflexif », capable de « délibérer sur sa propre pratique, de l'objectiver, de la partager, de l'améliorer et d'introduire des innovations susceptibles d'accroître son efficacité ».
Dès lors, il développe des compétences relevant de deux modes, deux temps articulés :
1. La réflexion dans l'action (ou en cours d'action).
2. La réflexion sur l'action (menée a posteriori sur sa propre action).

On retrouve ici, la pensée chère[style à revoir] à Piaget de « la pensée de la pensée ». Perrenoud précise que cette réflexion conjointe est une activité de haut niveau, ce n'est pas une discipline spécifique, « elle n’est pas de l’ordre du savoir mais du rapport au savoir, du regard sur l’action, de la posture critique de la compétence ».
Le développement de compétences méta-cognitives doit donc faire partie intégrante des apprentissages des adultes. Les dispositifs de formation doivent être repensés en ce sens.

### Processus collectifs d'apprentissage
Pierre Lévy, auteur de l'Intelligence collective - Pour une anthropologie du cyberespace, qualifie l'intelligence collective d'« intelligence partout distribuée, sans cesse valorisée, coordonnée en temps réel, qui aboutit à une mobilisation effective des compétences », les processus collectifs d'apprentissage, constitution d'une communauté d’apprentissage afin d'augmenter le savoir collectif par l'implication de chaque participant, participent également au développement du savoir individuel.
Outre la différence entre le collaboratif et le coopératif qui affecte le niveau d'entraide, la nature collective du processus rend possible, par la prévalence de l'ensemble sur l'individuel, l'émergence du sentiment de confiance et de la dynamique de groupe.

#### Le socio-constructivisme
Notion issue de Lev Vygotski, qui reprend celle du constructivisme développée par Piaget en incluant l'influence de l'environnement dans la construction des savoirs. La connaissance est une construction qui ne dépend plus uniquement de l'apprenant (Piaget et les notions d'assimilation - accommodation) mais incluant une dimension sociale et environnementale. Pour Piaget, le développement et la maturation étaient la condition nécessaire à tout apprentissage, Vygotsky considère le développement comme une conséquence des apprentissages. Les situations sociales permettent à tout individu de construire son appareil psychique et la part donnée aux interactions est évidente. L'apprenant est actif au sens où il fait appel aux autres (apprenant, ressources, formateurs) pour construire ses connaissances et ses compétences. Ainsi l'individu apprend et l'enseignant devient une ressource.
Vygotski développe sa thèse avec la notion de ZDP (Zone Proximale de Développement): « La distance entre ce que l'enfant peut effectuer seul et ce qu'ils sont capables de faire avec l'aide d'une personne extérieure est appelée la ZDP et constitue l'espace dans lequel doit s'effectuer la ZDP ». Il s'agit ainsi de l'espace se trouvant entre un niveau inférieur, c'est-à-dire celui que l'enfant résout seul et un niveau supérieur, celui des problèmes qu'il peut résoudre avec l'aide d'un adulte. L'enseignant ou le formateur doit alors proposer aux élèves ou apprenants des tâches se situant au-delà de son développement actuel.
Dans la continuité des travaux de Vygotsky, on trouve Jérôme Bruner pour qui « apprendre est un processus interactif dans lequel les gens apprennent les uns des autres ». Il emploie la notion d'étayage en ce qui concerne l'enseignant qui devient une ressource pour l'apprenant. D'après Jérôme Bruner il est indispensable pour le maitre, et par extension le formateur d'agir en tant que médiateur des échanges.
Le concept d'étayage est lié à la notion de ZPD de Vygotsky. Si un élève ne peut réaliser une tâche seul, l'adulte en prend la charge. Les six fonctions de l'étayage sont selon Jérôme Bruner l'enrôlement, la réduction des degrés de liberté, le maintien de l'orientation, la signalisation des caractéristiques déterminantes, le contrôle de la frustration et la démonstration.
Dans le courant socio-constructiviste on retrouve la notion de conflit socio-cognitif. Willem Doise et Gabriel Mugny, deux psychologues et enseignants universitaires ayant travaillé sur le conflit socio-cognitif, notion issu des travaux de Vygotsky, le définissent en 1997 comme étant la " confrontation entre des avis divergents qui est constructive dans l'interaction sociale". Le conflit socio-cognitif favorise ainsi une décentration du sujet par rapport à son propre point de vue initial. C'est par conséquent l'interaction avec autrui qui argumente son point de vue que le sujet se rend compte qu'il existe des réponses différentes des siennes. Le sujet est ainsi moins facilement enclin à esquiver les éléments incompatibles avec son point de vue initial.
Cette situation de conflit socio-cognitif permet d'apporter davantage d'information et permet de ce fait au sujet de "s'engager dans un travail cognitif interne de recomposition de son point de vue initial. Il est donc davantage en mesure d'assumer le conflit socio-cognitif ".
- Avantages du socio-constructivisme :  participation de l'apprenant, découverte progressive du savoir, respect des rythmes et des stratégies d'apprentissage, développement de l'autonomie de l'apprenant, retour méta-cognitif.
- Inconvénients du socio-constructivisme : gestion des groupes, mise en place de la coproduction des acteurs.

## Autorégulation des apprentissages chez l'adulte

### Stratégies cognitives et métacognitives

#### Cognitives
Les stratégies cognitives sont des connaissances qui permettent le traitement, la mise en relation et l'intégration en mémoire des informations. (exemple : recherche documentaire, utilisation de mots-clés, prise de notes, élaboration de fiches documentaires et bibliographiques, techniques de résumé...).
- Stratégies cognitives de Répétition : tâches basiques (apprendre mot à mot, table de multiplication) ou tâches complexes : encadrement soulignement recopier mot à mot.
- Stratégies cognitives d’Élaboration : tâches basiques : former une image mentale, former des paires de mots) fondées sur l’ajout d’informations nouvelles à la matière en vue de mieux la comprendre et la retenir ou tâches complexes : résumer, paraphraser.
- Stratégies cognitives d’Organisation: organisation de la matière à apprendre afin de la comprendre ou de la retenir (établir des liens entre toutes les informations afin d'en dégager la structure en donner un sens : créer un schéma, identifier des mots clés..).

#### Métacognitives: la connaissance sur la connaissance
La métacognition est l'observation et le contrôle (ou l'auto-régulation) de ses propres processus de pensée (la cognition): la capacité par exemple à s'évaluer.
- Connaissances de soi et des autres. Soi : de ses propres forces et faiblesses, de ses préférences.
- Connaissances des stratégies connaissances des stratégies pour traiter les informations, connaissances de l’efficacité des stratégies, connaissances de l’applicabilité des stratégies (entourer les mots clés, dessiner un schéma, noter les informations...).
- Connaissances des tâches connaissances relatives à la nature des informations et à la façon dont celles-ci devront être traitées.

## Estime de soi

### Définitions
Dans le langage populaire, l’estime de soi est un regard positif ou négatif sur nous-même. Carl Rogers dans son explication fait référence « au degré selon lequel un individu s’aime, se valorise et s'accepte lui-même »[réf. nécessaire].
William James, père fondateur de l’approche intrapersonnelle (1890), fait état d’un écart ou d’un décalage entre le soi réel perçu et un état du soi idéal. Il veut dire que notre estime dépend de ce que nous sommes et de ce que nous pensons être.
Rogers fait état de deux situations possibles qui régissent la relation entre le soi (réalisations) et l'idéal du soi (aspirations). D’une part, la relation de congruence qui fait état de la parfaite cohésion entre les deux et, d’autre part, la relation d’incongruence qui montre la discrépance entre les deux. Il s’agit alors pour Rogers d’être en phase, ou pas, avec son idéal.
Il y a donc un effet de mouvements qui s'opèrent rendant ainsi à l’estime de soi un caractère non figé dans le temps et dans l’espace et que l’individu est amené perpétuellement à redéfinir.
Pour aller dans le même sens, Campbell s’accorde avec lui lorsqu'il dit que : « L’estime de soi peut être définie comme le degré de correspondance entre l’idéal de l’individu et le concept actuel de lui-même »[réf. nécessaire]

### Composantes de l'estime de soi
D’après Germain Duclos, on distingue quatre composantes de l'estime de soi :
1. Le sentiment de sécurité
2. Le sentiment d’identité (connaissance de soi)
3. Le sentiment d’appartenance
4. Le sentiment de compétence

### Estime de soi: Haute ou basse
S'interroger sur l’estime de soi revient à se questionner sur l’image que nous avons de notre propre personne. Cette image est le produit d’une auto évaluation. Dans la mesure où on fait appel à un jugement de nous-même, ceci implique une appréciation positive ou négative.
Si pour un individu il y a discrépance entre le soi et l’idéal du soi, il est en situation de basse estime ou d’estime négative. A contrario, une haute estime ou une estime positive sera observée sur un individu dont les réalisations sont en phase avec les aspirations.
Il est alors important de souligner que l’individu construit son image en tenant compte du regard que lui renvoie autrui. C’est la théorie du « Looking Glass Self » dont prône Charles Colley. Il montre que l’estime de soi d’une personne augmente si autrui a un regard positif sur lui et, inversement, elle diminue si le regard de l’autre est négatif.

### L’estime de soi dans le processus d'apprentissage des adultes
Lorsqu'on s’intéresse au processus d’apprentissage des adultes, tout professionnel a à l’idée une question : Comment permettre ou encore comment faciliter le processus d’apprentissage des adultes ?
La complexité de cette question multidimensionnelle va nous intéresser sous l’angle de la dynamique identitaire de l'adulte selon Pierre Tap.
La spécificité de l’andragogie est de se centrer sur la dimension conative (se rapportant à la volonté, l’effort) et psycho-affective de l’individu. Ces deux dimensions étant directement liées à l’estime de soi.
Comme il a été dit plus haut, l’individu, à partir du regard d’autrui sur lui, va se faire une image de lui-même. Le feedback du formateur sera en quelque sorte ce regard extérieur, que l’apprenant va intégrer à ses réalisations et à ses aspirations pour se fixer une image de lui.
Pierre Tap explique que la dynamique identitaire de l’adulte n’est pas cristallisée, et est en évolution ou en baisse permanente en fonction de ses perceptions. Celles-ci sont fonction de la dynamique entre sa vie professionnelle, mais aussi privée et sociale.
Les adultes ont aussi peur de se tromper et d’être mal évalués. Dans le cadre de l’exercice de la pédagogie active, l’implication des apprenants sera d’autant plus totale dans la mesure où ils seront volontaires, motivés et auront des feedbacks explicites (notes, commentaires) ou implicites (attention, regroupement) positifs sur eux.
Le processus d'apprentissage des adultes nécessite alors, de la part de l'adulte, la mobilisation d’un certain nombre de ressources, qui vont lui permettre de progresser et donc de réussir. Certaines sont directement liées à l’estime de soi.
Une bonne estime de soi va permettre à l’adulte de se motiver et d’être très engagé dans son processus d’apprentissage. Cet engagement se poursuivra par le sentiment d'efficacité, une sorte de fierté. Le formateur va alors chercher à maintenir cette situation en lui renvoyant une image positive de lui-même.
En revanche, face à un adulte qui n’a pas de bonnes perceptions de lui, le formateur bienveillant devra à travers des feedbacks positifs ainsi qu'à travers le processus d'identisation lui redonner la confiance et la concentration nécessaire afin qu'il puisse remettre en cohésion ses réalisations et ses aspirations. Tap le résume bien en disant ceci : « Nous trouvons ainsi l’identisation, comme provocation au changement, individuel et collectif »[réf. nécessaire].
Le cas extrême d’un adulte en surestime de lui est autant préoccupant, qu’il revient alors au formateur de l’alerter sur des choses qu'il ne connaît pas afin de lui éviter l’échec.
On voit bien que l’estime de soi est vecteur de motivation, d’engagement et de persévérance dans l’activité, mais aussi qu'elle est rattachée aux feedbacks du formateur, sans oublier ceux des pairs[style à revoir].
On constate[Qui ?] alors que l’apprentissage d’un adulte est difficile sans l’estime de soi. En revanche, le schéma inverse est possible, car l'apprentissage peut permettre de la revaloriser.
D’où la lourde tâche qui incombe au formateur d’adopter une posture positive et bienveillante envers ses apprenants. Il doit les accepter, faire preuve d’empathie, les estimer, valoriser leurs identités (statut professionnel par exemple) afin qu’ils puissent à leur tour se faire une image positive d’eux-mêmes et être davantage congruents à leurs aspirations.

### L’estime de soi et l'auto-efficacité: deux notions connexes
L’estime de soi et l’auto efficacité sont des notions connexes et non pas identiques. Comme le souligne Albert Bandura, l’estime de soi repose principalement sur m’apprentissage de l’individu. Elle est donc antérieure à l’auto-efficacité qui manifeste la réalisation de cet apprentissage.
La définition de l'auto-efficacité d'Albert Bandura est la croyance qu'a une personne en son aptitude, en l'accomplissement d'une tâche future, ou à résoudre un problème futur. Or une forte estime de soi entraîne la motivation et l’engagement dans l’apprentissage, qui va déclencher par la suite le sentiment d'efficacité chez l’individu. Une sorte de fierté qui n’a rien à voir avec le concept d’auto efficacité que décrit Bandura. Le rôle du formateur sera de servir de référent à l’adulte par le regard. De la sorte, l’adulte pourra plus facilement se faire une image de lui-même correspondant à la réalité. C’est ce processus qui lui permettra d’avoir une forte estime de soi.
Ce n’est pas le sentiment de fierté qui est acquis par la forte estime de soi qui permet d’aboutir au succès de l’apprentissage. C’est surtout la croyance en son auto-efficacité qui peut le faire. C’est en ce sens que le formateur est censé diriger l’apprentissage afin que l’apprenant parvienne lui-même à prendre conscience et à développer son auto-efficacité.
En outre, l’apprenant a nécessairement besoin d’auto-efficacité pour parvenir à appliquer par lui-même les leçons acquises de son apprentissage. Cela lui donne ainsi plus de chances d’aboutir à la réussite et au succès de son apprentissage. La ressource principale du formateur pour faciliter le processus d’apprentissage des adultes est avant tout la bienveillance. C’est grâce à des retours positifs en l’occurrence que le formateur pourra faciliter l’apprentissage des adultes ayant peu d’estime de soi.
La bienveillance peut être un préambule normal pour améliorer les apprentissages. Elle vise aussi à considérer qu’il y a des opportunités d’apprentissage malgré les possibilités d’échecs. L’auto efficacité est un facteur qui peut permettre de rebondir. Dès lors, ceux qui disposent d’un plus grand niveau d’auto efficacité sauront mieux gérer un éventuel échec. La bienveillance, en termes d’auto efficacité ou d’auto régulation des apprentissages, sera un canal pour faciliter le processus d’apprentissage de l’apprenant.
Par ailleurs, l’agentivité en tant que phénomène sociologique, collectif, culturel, psychologique et individuel, consiste à tenter de s’influencer soi-même, les autres et son environnement. Tout ceci dans le but d’atteindre ses objectifs, dans le sens de la préservation de soi ou du collectif. L’enjeu de l’apprentissage des adultes repose non seulement sur le développement personnel, mais aussi sur le partage des connaissances acquises. Tout ce processus d’influence, qui vise à obtenir un certain nombre de bénéfices et d’avantages, reposera sur l’agentivité qui s’exerce avec un fort niveau d’auto efficacité.
L’estime de soi ne garantit pas forcement la capacité d’agir. En revanche, on peut envisager que si la haute estime de soi exige d’un individu une parfaite cohésion entre ses réalisations et ses aspirations, elle pourrait lui permettre d'augmenter ses succès et, par ricochet, de prétendre à l’auto efficacité. Une question reste en suspens : Le succès est-il une réponse à l’auto efficacité ? En tout état de cause, elle demeure indispensable et il faut surtout l’intégrer dans ledit processus pour augmenter les chances de succès.

## Apprentissage par l'activité
Selon l'approche constructiviste, nous apprenons des situations lorsque nous sommes confrontés à un problème. Nous construisons alors notre savoir par l'expérimentation et l'analyse conceptuelle, en élaborant des schèmes, qui structurent en partie notre représentation du monde.
On peut donc considérer que l'activité est à la fois productive (elle permet d'agir sur le réel par l'action) et constructive car elle induit l'apprentissage et le développement des personnes (Samurçay et Rabardel, 2004).

### Schèmes
Selon Vergnaud, « le schème est une forme invariante d’organisation de l’activité et de la conduite pour une classe de situations déterminée ». Il « permet une certaine simulation du réel et donc l'anticipation ».
Les schèmes peuvent concerner des choses très précises ou au contraire très vastes. Par exemple, un schème relatif au saut à la perche correspond à l'ensemble des règles qui ne varient pas d'un saut à la perche à l'autre.
Les schèmes organisent « l'action, la conduite et plus généralement l'activité, tout en étant [eux-mêmes] le produit de l'action et de l'activité », car ils se construisent par l'activité, ce que Vergnaud et Piaget appellent la conceptualisation dans l'action.

### Conceptualisation dans l'action
Selon cette théorie, reprise par Pastré, l'apprentissage par l'activité peut être décrit comme suit :
- Être face à une situation : nous arrivons devant une situation ou un problème avec notre vécu, nos schèmes.
- Diagnostic : nous devons alors récupérer dans cette situation les informations pertinentes selon notre expériences et/ou à partir d'un raisonnement conceptuel pour déterminer dans quelle classe d'action (quel schème) nous sommes
- Action : nous mobilisons à partir de là un « modèle opératif provisoire » à partir donc de nos schèmes: nous déterminons la conduite à tenir.
- Réponse de la situation: nous constatons les conséquences de ces actions et nous analysons la réponse : soit elle correspond au « modèle opératif » que nous avions mobilisé soit elle n'y correspond pas.
- Analyse et adaptation: si la réponse ne correspond pas à notre modèle opératif, nous pouvons soit procéder empiriquement et tester une nouvelle action soit passer à un raisonnement conceptuel : notre schème est déséquilibré et nous devons alors y intégrer les éléments de la situation, avant de procéder à une nouvelle action.
- Généralisation: « la dernière étape consiste à chercher à généraliser le résultat obtenu »[18] et donc à modifier notre schème

Finalement, les schèmes mêlent la forme prédicative et la forme opératoire de la connaissance : la première, plus théorique, concerne les propriétés et les liens entre les objets; la seconde permet d'agir en situation et comprend notamment une part d'expérience.

### Le cas de la didactique professionnelle
Dans le domaine de la formation des adultes, l'apprentissage par l'activité se place dans le champ de la didactique professionnelle.
Selon Pastré, analyser l'activité en didactique professionnelle « répond à un double objectif : construire des contenus de formation correspondant à la situation professionnelle de référence ; mais aussi utiliser les supports du travail comme des supports pour la formation des compétences ».
Dans le champ la formation professionnelle (mais aussi de l'ergonomie et des ressources humaines), on définit la notion d'activité en opposition à la tâche prescrite (Leplat, 1996): à savoir que l'activité est la tâche prescrite (l'ensemble des gestes, éléments qui permettent d'accomplir ladite tâche) enrichie par l'expérience, les éléments de contexte qui ont adapté l'organisation de l'action, par le phénomène d'apprentissage exposé plus haut.

## L'apprentissage réflexif, les pères fondateurs
Dans ce XXe siècle qui aura précédé l'émergence du concept, trois penseurs de l'éducation, influents dans leur domaine de recherche et leur champ d'activités, placent l'expérience au centre de leur pensée éducative, mais sans aller toutefois jusqu'à sceller expressément les deux termes d'experience et de learning.
L'importance de leurs travaux apportera une légitimité aux nombreux écrits qui suivront.
- John Dewey et la pensée progressiste
- Eduard Lindeman et le changement social
- Malcolm Knowles et l'apprentissage de l'adulte

### Lindeman et le changement social
Les écrits de Lindeman jettent les bases d'une réflexion philosophique qui se poursuit tout au long du XXe siècle; son ouvrage le plus célèbre, The meaning of adult education (1926), est considéré comme la plus importante contribution dans le champ de l'éducation des adultes (Brookfield, 1984). Mais Lindeman s'en tient aux principes généraux d'une méthode expérimentale visant la découverte et la compréhension du monde. Loin des théories pourtant, sa préoccupation majeure reste centrée sur l'éducateur d'adultes pour qui il est important de présenter ces nouveaux thèmes en termes d'implication pour sa pratique sociale.
Plus globalement, il propose à la réflexion quatre hypothèses de recherche, qui constituent aujourd'hui des fondements théoriques de l'apprentissage des adultes :
- l'éducation est la vie même, non une simple préparation à une quelconque vie future: l'éducation établit des liens avec la vie ;
- l'éducation des adultes ne cherche pas à rejoindre des idéaux professionnels: elle est conçue autour des besoins et des centres d'intérêt de l'apprenant ;
- l'éducation des adultes emprunte le chemin des situations réelles, vécues et non celles des matières académiques: elle est centrée sur une pratique et non sur une théorie ;
- la meilleure ressource en éducation des adultes est l'expérience de l'apprenant: elle est l'élément clé, «le manuel vivant de l'apprenant adulte» (Lindeman, 1926, p. 4-7).

Pour Lindeman, c'est la vie elle-même qui est éducatrice et l'expérience source première de tout apprentissage mais pour Dewey, l'expérience doit être intégrée au processus d'apprentissage à l'école et toutes les méthodologies de l'éducation nouvelle doivent tendre vers cette direction.
L'une s'oriente vers la construction de savoirs et l'autre cherche davantage son chemin vers la construction de sens.
Ces deux directions sont cependant imprégnées l'une de l'autre.

## Apprendre via son environnement

### L'autoformation
Une des caractéristiques de l'apprentissage des adultes est la capacité à s'autoformer.
Selon Joffre Dumazedier, « L'autoformation apparaît ainsi comme un mode d'auto-développement des connaissances et des compétences par le sujet social lui-même, selon son rythme, avec l'aide de ressources éducatives et de médiation sociale les plus choisies possibles ».
Philippe Carré, quant à lui, définit l'autoformation par le fait d'apprendre par soi-même de manière autonome. Pour cela, il définit une galaxie de l'autoformation reposant sur cinq approches différentes.
- L'autoformation existentielle (apprendre à être).
- L'autoformation éducative (dans le cadre d'institutions éducatives, pratiques pédagogiques ayant pour but de développer des apprentissages autonomes).
- L'autoformation sociale (apprentissage réalisé par l'intermédiaire du groupe social)
- L'autoformation cognitive (apprendre à apprendre).
- Et enfin, l'autoformation intégrale ou autodidaxie qui est le fait pour un individu d'être complètement autonome dans son rapport au savoir (fixation d'objectifs, recherche d'information, construction de ses méthodes d'apprentissage, autoévaluation), et donc de se former en dehors de toute institution éducative.

L'autoformation repose en grande partie sur l'auto-efficacité. Selon Albert Bandura, psychologue canadien théoricien de la psychologie sociale, ce terme désigne la croyance des individus dans leurs capacités à obtenir les résultats attendus. Le sentiment d'efficacité personnelle améliore leurs performances.
Les effets de l'auto-efficacité se manifestent notamment par trois éléments observables :
- Le choix des conduites à tenir : en se fixant notamment des buts, des objectifs réalisables.
- La persistance des comportements : l'apprenant est plus persévérant.
- Enfin la résilience face aux imprévus et difficultés qui favorise l'autorégulation des apprentissages.

### L'apprentissage sur le tas
« En effet, c’est une chose de valider des acquis scolaires ou académiques dans le cadre écrit d’un «contrôle de connaissances», cela en est une autre de se reconnaître, connaître, valider et faire reconnaître une expérience professionnelle, surtout lorsque celle-ci est faite d’habiletés comportementales, de « tours de main », de réalisations pratiques en situation, toutes choses omniprésentes dans le monde professionnel. »
L’autoformation et les API (Apprentissages Professionnels Informels) viennent interroger les modalités d’apprentissage classique, tant dans leurs contenus que dans leurs organisations, et surtout dans leurs capacités à être évalués. La question de la reconnaissance de ses propres savoirs et de leurs légitimités se pose.
« En effet l’auto-reconnaissance induit la mise en œuvre de renforcement de la perception de son efficacité pour modifier son environnement : ce n’est pas aux autres, ni à l’entreprise de changer et de me changer, mais c’est moi, par influence réciproque avec mon environnement qui peux engager un processus, un parcours de transformation. »
La mise en opposition entre apprentissages formels et informels est souvent le fait d’une stigmatisation des apprentissages formels. Pour certains auteurs, les apprentissages informels revêtiraient une force émancipatrice. Ils seraient singuliers et construits par opposition à des apprentissages dit académiques.
Selon Schugurensky en 2007, les façons d'apprendre informelles peuvent être catégorisées de deux sortes opposables : les apprentissages non intentionnels (liés à la socialisation, à l'apprentissage fortuit), et les apprentissages intentionnels (auto dirigés). Il ressort quatre terrains propices au développement de ces apprentissages informels : celui de « la vie quotidienne (Brougère et al., 2009), des pratiques amateurs (Flichy, 2010), du champ du Web 2.0, ou encore celui des chefs d’entreprise et enfin le champ des activités professionnelles, notamment celles liées aux mondes de la santé, du management, de l’industrie et de l’informatique ».
Ce mode de transmission s'appuie en grande partie sur les liens sociaux et le champ socioculturel. Les API ont particulièrement évolués avec la société contemporaine (la managérialisation, les nouvelles formes d’obéissance, les technologies informatiques, la mise en place d’instances de régulation économique, la montée des nationalismes, l’individualisation, la libéralisation des marchés et leur internationalisation, les transformations organisationnelles des entreprises et la consumérisation, selon Faulx et Manfredini (2007).), de telle sorte que la notion d'apprentissage situé (induit par son environnement) est apparu.
De ce fait, nous pouvons noter trois champs de transformation dans la formation: celui lié à l’espace (un espace géographique restreint qui devient un espace élargi, avec des contacts latéraux dans l’usage des TIC), celui du temps (l’horizon temporel passe du long au court terme), celui enfin des relations entre les activités (ces activités qui étaient délimitées par des frontières claires jusqu’ici sont devenues poreuses).
La circulation de l'information via le numérique, et la mobilité des organisations et des populations, ont, quant à elles, apporté la notion d'apprentissages nomades.
Plus récemment, les recherches ont montré qu'un apprentissage peut être pérennisé lorsqu'il est accompagné d'une charge émotionnelle importante. Les API interviennent dans un vécu, fort d'interactions et d'émotions. L'individu est donc susceptible d'être confronté à des moments clés, chargés de sens, qui seront gages d'apprentissage. Un travail réflexif est cependant nécessaire pour conscientiser ces apprentissages et les réinvestir.
Aujourd'hui apparait des « enjeux économiques liés à la perspective d’une substitution des apprentissages informels aux apprentissages formels, ou à l’articulation des deux types d’apprentissage. Les apprentissages informels seraient simultanément un moyen de diminuer les budgets de formation, de garder les salariés à leur poste de travail en activité, sur place, apprenant en juste à temps au gré de l’activité de travail, mais également de favoriser l’autoformation. Mais les apprentissages informels pourraient aussi être leviers de motivation vers une formation formelle ».
Actuellement, l’Unesco (1998) identifie les apprentissages informels comme un axe de développement d’une nouvelle culture scientifique et technologique. La conséquence logique est une préconisation d’intégration des apprentissages informels dans les politiques publiques de formation et d’éducation.
Dans les pays anglo saxons, on parle d'experiencal learning, dont Dewey et Lindeman sont les pères fondateurs.
Un exemple probant de l'auto-apprentissage est décrit par Sugata Mitra.

### La notion d'intelligence cristallisée de Cattell
En 1941, le psychologue et professeur d'université anglo-américain Raymond Cattell avance une théorie selon laquelle il existerait deux formes d'intelligence à la base des capacités cognitives humaines : l'intelligence cristallisée et l'intelligence fluide.
L'intelligence fluide est considérée par Raymond Cattell comme biologiquement déterminée, innée. Cette forme d'intelligence permettrait donc la résolution de problèmes nouveaux. Basée sur l'analyse, elle permettrait l'utilisation uniquement de son raisonnement logique sans besoin d'exploiter ses connaissances.
L'intelligence cristallisée, quant à elle, reposerait sur la culture et l'éducation. Cette forme d'intelligence serait utilisée lorsqu'il s'agit de faire appel à des connaissances et/ou à son expérience personnelle (culture générale, richesse du vocabulaire, etc.).
Cette même forme d'intelligence, contrairement à l'intelligence fluide qui déclinerait de manière régulière, progresserait tout au long de la vie. Sa progression reposerait sur les opportunités d'apprentissage et la motivation de l'apprenant.
En somme, l'intelligence cristallisée serait le produit de l'éducation et de la culture en interaction avec l'intelligence fluide.
À partir de cette théorie, Raymond Cattell et John L. Horn, en 1965, travaillent ensemble et combinent leurs travaux définitifs avec le modèle hiérarchique en trois strates de Jack Carroll (1993). La combinaison de ces travaux conduit à la création d'un modèle final : Le modèle de Cattell-Horn-Carroll, qui est aujourd'hui une référence en psychométrie.
Le modèle en question explique qu'en plus des deux formes d'intelligence précédemment citées, de nombreux autres facteurs étroits coexistent et dépendent de facteurs plus larges. Le modèle Cattell-Horn-Carroll répertorie à ce jour dix facteurs généraux : intelligence cristallisée, intelligence fluide, traitement visuel, traitement auditif, mémoire à court terme, vitesse de réaction, aptitude à récupérer des informations à long terme, connaissances quantitatives et capacités de lecture et d'écriture.
L'intelligence cristallisée décrite par Raymond Cattell est en lien direct avec le processus d'apprentissage des adultes. Elle repose sur l'expérience personnelle, les connaissances acquises tout au long de la vie et la motivation de l'apprenant. De plus, le modèle Cattell-Horn-Carroll apporte de plus amples précisions sur les différentes compétences générées par cette forme d'intelligence.

### La formation ouverte à distance (FOAD)
D'après la Délégation à la Formation Professionnelle (ministère du Travail et de l’Emploi), la FOAD définit les formations ouvertes et à distance comme étant « des dispositifs de formation s’appuyant pour tout ou partie sur des apprentissages non présentiels, en auto-formation, ou avec tutorat, à domicile, dans l’entreprise et/ou en centre de formation. Ce dispositif se caractérise principalement par une souplesse du mode d'organisation leur permettant une plus grande accessibilité. Plus généralement, les formations en FOAD doivent favoriser l'accessibilité aux formations professionnelles et l'innovation des modes d'apprentissages. Dans les pays anglo-saxons, le terme le plus utilisé pour définir la FOAD est open and distance learning, néanmoins cela peut également se traduire sous la forme de flexible learning et flexible training.
De manière consensuelle il est admis qu'une formation est envisagée comme ouverte quand les formations sont synchrones mais avec une unité de lieux différente, soit dans un même espace mais de manière asynchrone ou enfin à des moments et des espaces d'accès à la formation différenciés.
Il est à noter que l'Unesco (2002) définit la FOAD comme « une liberté d'accès aux ressources pédagogiques mises à disposition de l'apprenant, sans aucune restriction, à savoir : absence de conditions d'admission, itinéraire et rythme de formation choisis par l'apprenant selon sa disponibilité et conclusion d'un contrat entre l'apprenant et l'institution » et doit prendre l'apprenant dans sa singularité. De plus, selon la commission européenne elle « permet à chacun de travailler de façon autonome, à son propre rythme, quel que soit le lieu où il se trouve, notamment grâce à l'e-learning ».
Pour approfondir, les travaux de Frayssinhes (2011) décrivent que le terme de Formation Ouverte et à Distance est apparu dès 1991. D'après le même auteur, elle recouvre trois éléments interdépendants :
- Un concept au sens de l'apprentissage, cela couvre ainsi une modélisation des parcours et des activités, une appréhension des différents styles cognitifs des apprenants et surtout réactualisation des contenus en temps réel.
- Un processus qui comprend les différentes méthodes et planification des apprentissages en lignes.
- Un dispositif qui regroupe l'ensemble des décisions pédagogiques et didactiques, la prise en compte de l'environnement technico-technologique, une dimension humaniste adaptée et ce avec comme finalité l'atteinte d'un objectif pédagogique.

Ce type de formation offre ainsi aux apprenants adultes une flexibilité dont ne fait pas l'objet les cours en présentiel. Néanmoins, elle est largement focalisée sur l'autoformation. Philippe Carré a ainsi mis en avant les sept piliers de l'autoformation :
1. Avoir un projet professionnel
2. Être engager à un contrat de formation
3. Définir le mécanisme de pré-formation
4. Anticiper l'accompagnement de formateurs
5. Être dans un environnement
6. Alternance entre travail personnel et collaboratif
7. Un suivi de l'entrée jusqu'à la sortie de la formation

Selon Frayssinhes (2011), ces piliers ont été déterminant pour formaliser la FOAD.

### Les campus numérique de formation
Un Campus numérique est « un dispositif de formations modularisées, répondant à des besoins d’enseignement supérieur identifiés, combinant les ressources du multimédia, l’interactivité des environnements numériques et l’encadrement humain et administratif nécessaire aux apprentissages et à leur validation. »
Les modalités et moyens pédagogiques, techniques et d’encadrement d'un campus numérique de formation sont :
- Seule la formation est accessible en ligne (connexion haut débit requise et logiciels recommandés)
- Une plate-forme de e-learning, environnement de travail collaboratif
- Des supports pédagogiques différenciés
- Des espaces de communication en ligne pour favoriser une véritable communauté d’apprentissage
- Des exercices d’entraînement à l’examen avec correction individualisée
- Un accompagnement assuré tout au long de la formation par des tuteurs spécialistes
- Des regroupements avec travaux dirigés
- Des stages

## Apprendre des autres

### L'apprentissage chez les adultes: la notion de transmission
La formation des adultes, et notamment les dispositifs de transmission des savoirs, ont pour effet chez l'apprenant des réaménagements identitaires, cognitifs et affectifs.
Pierre Dominicé évoque même le désarroi des adultes.
La transmission impulse une dynamique d'échanges de savoirs entre pairs, des savoirs professionnels issus de l'exercice du métier (savoirs délibératifs et savoirs procéduraux) et des savoirs plus conceptuels. Elle s'appuie sur l'expérience mais elle ne se limite pas à des échanges unidirectionnels et descendant, des plus expérimentés vers les moins expérimentés, de « ceux qui savent vers ceux qui ne savent pas ». Elle renvoie à l'enrichissement réciproque entre les salariés.
La transmission des savoirs s'organise aux moyens de dispositifs formels, comme l'accompagnement. Le compagnonnage et le tutorat sont des dispositifs formels d'accompagnement et de transmission.

### Le tutorat
Le tutorat est une « activité de personne à personne, permettant à un tutoré d’acquérir ou de développer des compétences grâce à la contribution d’un salarié expérimenté appelé tuteur. C’est donc une relation entre deux personnes dans une situation formative : un professionnel et une personne en apprentissage d'un métier dans son environnement. Les dénominations du tuteur sont nombreuses : tuteur, maître d’apprentissage, compagnon, parrain, formateur en situation de travail, moniteur, référent, etc.
Le tuteur a pour mission d'accueillir, d'aider, d'informer, de guider les jeunes pendant leur séjour dans l'entreprise ainsi que de veiller au respect de leur emploi du temps. Il assure également, dans les conditions prévues dans le contrat, la liaison entre les organismes de formation et les salariés de l'entreprise qui participent à l'acquisition, par le jeune, de compétences professionnelles ou l'initient à différentes activités professionnelles. Le tuteur est donc considéré comme un professionnel expert, qui s ’est forgé au fil des expériences de travail, des compétences qui lui permettent d’agir et de réagir de façon pertinente dans des situations de travail complexes, mais également comme un professionnel réflexif, capable de porter un regard distancié sur son activité professionnelle (l'analyser), sa façon de se former, ses relations avec les autres salariés (y compris avec le tutoré). En plus de l'expertise de son métier par le tuteur, le référentiel du certificat de compétences « tuteur » délivré par les CCI et AFNOR Certification définit cinq autres compétences :
1. Accueillir et intégrer le salarié.
2. Organiser et planifier le parcours d’acquisition des compétences du salarié.
3. Former, accompagner et transmettre les connaissances, les savoir-faire, savoir agir et la culture d’entreprise.
4. Évaluer les acquis et suivre la progression professionnelle de l’apprenant.
5. Accompagner l'insertion professionnelle, organiser les relations avec les acteurs concernés par le parcours de l’apprenant (centre de formation interne ou externe, hiérarchie…).

Ces cinq principales compétences sont toujours mises en œuvre par le tuteur pour chacune des tâches qu’il accomplit dans le cadre de sa fonction tutorale.
Les conditions de mise en œuvre du tutorat peuvent être très différentes en fonction des objectifs de la période de formation en entreprise. Ces objectifs peuvent être liés :
- à l'apprentissage d'un métier, à l'acquisition d'une qualification, le tuteur est un professionnel reconnu qui doit faire transmettre des savoir-faire techniques ;
- à l'obtention d'un diplôme, le tuteur sait faire découvrir l'entreprise, les différents aspects du métier et répondre à la demande de l'organisme de formation ;
- à un parcours d'insertion professionnelle, le tuteur dialogue, accompagne en s'appuyant sur des actes professionnels ; il participe à l'insertion sociale en aidant à construire ou à valider un projet professionnel.

Le tutorat est considéré comme une composante de l’alternance, mode de formation qui s’appuie sur une articulation entre des enseignements généraux, professionnels, technologiques et l’acquisition d’un savoir-faire par l’exercice d’une activité professionnelle en relation avec les enseignements généraux reçus. Les enseignements et acquisitions se déroulent alternativement en entreprise et en centre de formation, selon des modalités qui peuvent être juxtapositives (aucun lien entre les deux lieux), associatives (action séparée mais complémentaire pour couvrir le programme), interactives (visant la complémentarité et l’interactivité au plan pédagogique) ou intégratives (fusionnant l’action et la réflexion). La fonction du tuteur est très importante dans l'articulation entre l'entreprise et l'organisme de formation. Il doit favoriser la complémentarité entre le système formatif et l'appareil productif en développant des situations formatives sur le lieu de travail. La fonction tutorale revêt donc un caractère dynamique et pédagogique pour transférer des éléments de savoir en situation professionnelle.
Dans son rapport, Bernard Masingue liste cinq types de tutorat :
- Tutorat classique : un salarié expérimenté transmet et accompagne un salarié novice pour lui permettre d’acquérir les compétences dont il a besoin (ex : contrats apprentissages) ;
- Tutorat croisé : enrichissement réciproque d’un binôme senior junior ou chacun est alternativement tuteur et tutoré (ex :  entre infirmières dans certains services hospitaliers) ;
- Tutorat inversé : le tuteur est junior, l’apprenant est senior (ex de transmission de technologies informatiques) ;
- Tutorat d'expertise :  concerne le travail de transmission mais aussi d’appui pour qualifier quelqu’un d’autre sur un savoir longuement acquis, complexe, spécifique, rare donc maîtrisé par quelques personnes seulement, voire par une seule (ex : grands chirurgiens) ;
- Tutorat hiérarchique :  assurer en même temps une fonction de management classique et une fonction pédagogique auprès de ses subordonnées.

Semblant rompre avec la triade traditionnelle tueur-stagiaire-formateur, ces dix dernières années ont vu émerger de nouveaux modes de tutorats plus collaboratifs :
- Un modèle de formation par pair où deux stagiaires en formation sont affectés auprès d’un tuteur expérimenté : il permet aux stagiaires de se confronter au travail collectif, de construire un espace commun de compréhension sur les activités professionnelles et d’échanger leurs expériences et leurs ressentis sur des faits vécus ensemble, offrant un « environnement sécurisant, autorisant une prise[36] de risque et des défis entre stagiaires[37] ».
- Un modèle alternatif de tutorat caractérisé par un regroupement de plusieurs stagiaires et de plusieurs tuteurs. Le stagiaire peut bénéficier des conseils de plusieurs tuteurs. Cela permet de varier les points de vue sur les différentes activités effectuées, participant au développement professionnel des tuteurs[38].
- Une communauté interactive d'apprentissage dans un espace collaboratif où stagiaires et tuteurs réfléchissent autour de situations de co-préparation, co-observation, co-intervention. Cette forme de tutorat se base sur des rapports de réciprocité et de partage d'expertise entre le stagiaire et le tuteur[39].

Dans ces nouveaux modèles de tutorat collaboratif, le stagiaire reçoit le soutien d’un collectif pour réfléchir sur sa façon de s’y prendre professionnellement. Ce tutorat semblerait favoriser le processus de professionnalisation par rapport à la guidance de la forme classique du tutorat.

### L’accompagnement: une posture professionnelle spécifique
Une diversité de manifestations : le coaching (à visée d’efficacité, de performance et d’excellence), le counseling (c'est une relation d’aide dans un processus de développement personnel), le conseil et la consultance (il s'agit de restaurer le pouvoir d’agir), le mentorat (c'est une relation intergénérationnelle d’apprentissage entre un homme d’expérience et un novice), la médiation institutionnelle et sociale et la médiation éducative (il s'agit d'instaurer un tiers entre les protagonistes), le compagnonnage (c'est une fonction de transmission et de formation dans l’apprentissage et la pratique d’un métier), le sponsoring (c'est une fonction de parrainage)pour adultes. cette diversité des pratiques d’accompagnement de l'autre peut se comprendre selon les différentes façons de composer l'assistance, le conseil et la direction, indique Maela Paul. L’accompagnement n’est pas une relation d’autorité maître / élève ou médecin / patient. Il ne s'agit pas d'une relation de partenariat mais davantage d'une relation spécifique qui articule l’égalité des personnes et la dissymétrie des fonctions.
D'après la définition du centre national de ressources textuelles et lexicales un dispositif renvoie à la manière dont sont agencés des objets qui ont un but précis, une finalité.
Bourdet et Leroux (2009) constatent que ce terme prend ces racines dans les domaines techniques. De plus, Blandin (2002) le définit comme « un ensemble de moyens agencés, en vue de faciliter un processus d'apprentissage ». Néanmoins, cette définition est considérée comme mécaniste c'est pourquoi certains auteurs vont y ajouter des dimensions sociales et cognitives.
Ainsi Lameul et al.(2009), ajoute dans le cadre de la formation qu' un dispositif est « une organisation de ressources […] au service d'une action finalisée. C'est une construction sociale qui, en jouant des contraintes et de la variété des ressources, agence des situations susceptibles d'entrer en résonance avec les dispositions des personnes en formation ».
Plus largement, les dispositifs peuvent être abordés à différents niveaux, en partant du principe qu'il s'agit d'un ensemble d'éléments agencés en vue d'un but précis alors :
- il peut être abordé en tant qu'entité ; la VAP et la VAE sont des dispositifs inhérents à des institutions,
- il peut être abordé sous l'angle scientifique; il sera ainsi inhérent à une logique théorisiste stricte,
- il peut être abordé en tant que scénario d'apprentissage ; il prendra alors en compte les aspects entitatifs et les aspects théoriques pour arriver à une application, pratique et adaptée aux adultes.

## Des dispositifs de formation d'adultes

### L'andragogie
Lindeman, en 1926 avec son livre The meaning of adult education a donné le ton. C'est le début d'un dynamisme dans le champ de l'apprentissage des adultes. De nombreuses recherches et des publications permettront la création de départements universitaires autonomes, de revues spécialisées aux États-Unis. Dans les années 1970, des cursus universitaires sont ouverts dans toute l’Amérique du Nord. À la suite de Lindeman, Malcom Knowles fondera une nouvelle discipline : l'andragogie.
L'andragogie, l'enseignement des adultes, se fonde sur le principe que les adultes n'apprendraient pas de la même manière que les enfants. En conséquence, des dispositifs particuliers devraient leur être offerts pour reconnaître le rôle de la motivation dans l'apprentissage adulte mais aussi de la nécessaire variété des conditions didactiques et le respect de leur attrait pour la pratique, la mise en activité répondant à leurs besoins ressentis de se confronter à des réalités pragmatiques. Les besoins spécifiques des adultes en matière de formation et d'apprentissage à ce stade de leur vie nécessite en effet un champ d'étude particulier. Les besoins des adultes sont liés à des situations éducatives, à des problématiques et des enjeux particuliers qui sont différents des besoins que peut connaître l’enfant ou le jeune. L’adulte dispose d’une marge de choix, de décision et donc d’une autonomie vis-à-vis de son apprentissage que ne possède généralement pas l’enfant.
L'andragogie désigne la science et la pratique de l'éducation des adultes.
Le terme est formé à partir des mots de grec ancien andros (ἀνδρὀς), qui signifie « homme » (dans le sens d’homme mûr, et par extension de l'être humain adulte, non genré), et agogos (ἀγωγός), qui veut dire « guide ». il semble que le terme vienne (1833) de l'allemand andragogik, énoncé par Alexander Kapp, puis, il aurait probablement été utilisé pour la première fois en langue anglaise andragogy, par Eduard Lindeman, en 1927. Le terme a suivi une évolution depuis sa fondation au XIXe siècle  (décliné au sens de social education ou de social pedagogy), il s'est répandu en Allemagne et en Europe de l’Est (Pologne et Russie), tout au long des XIXe et XXe siècles (D. Savicevic, 1991).
L'andragogie consiste donc à amener l'adulte vers la connaissance.
Concept récent, le nombre de définitions concernant la formation d'adultes est assez grand. Toutefois, de manière générale, on tend à une « consensualisation » de l'explication du terme : former, c'est modifier le comportement.
On retrouve cette manière de voir dans l'énumération bien connue des termes : enseigner, c'est apporter du savoir, former, c'est donner du savoir-faire. Reste à savoir si ce qui est donné est effectivement reçu.
On décrit[Qui ?] l'andragogie comme l'art et la science de faciliter l'apprentissage chez l'adulte, l'art et la science d'aider les adultes à apprendre, dixit Knowles.
La connaissance et l’application des principes d’andragogie est primordiale dans l’élaboration d’une formation efficace. Ces principes permettent de comprendre le comportement de l’individu en situation d’apprentissage.

### Le compagnonnage
De nombreux jeunes adultes apprennent leur métier par compagnonnage. Ils apprennent auprès de professionnels très expérimentés dans une multitude de situations.
François Icher définit le compagnonnage comme « l’ensemble plus ou moins quantifiable d’hommes de métier qui ont adhéré à un moment de leur vie à une association de formation professionnelle particulière, basée sur un principe séculaire, celui d’un tour de France des villes dans lesquels les compagnons possèdent un siège, un lieu d’accueil et de formation, un réseau de sociabilité et de placement ».
Le parcours de formation d’un individu au sein des compagnons du devoir est un processus long marqué par des cérémonies initiatiques et des titres particuliers. Un individu qui devient compagnon du devoir le reste pour sa vie entière. La volonté du compagnonnage est d’accompagner les individus par la formation tout au long de la vie, de la formation initiale à la formation continue, en passant par le perfectionnement via l’accomplissement d’un tour de France.
La finalité du compagnonnage n’est pas le métier mais la formation de l’Homme par la transmission du métier. Les compagnons ont le devoir, l’obligation librement consentie de transmettre. L’ensemble de la démarche de formation compagnonnique est donc basée sur la transmission du métier, des valeurs, d'une culture.
Lors de leur tour de France, les jeunes itinérants ont l’obligation de résider dans les maisons des compagnons du Devoir afin de prendre part à la vie communautaire et à l’enseignement compagnonnique. La première des deux étapes du tour de France est l’adoption. L’individu est adopté par la communauté compagnonnique dans son ensemble. Le terme « adoption » est chargé de sens quant aux particularités et à l’intensité de la culture compagnonnique. La référence à l’univers familial est forte ; la vocation du compagnonnage dépasse l’apprentissage des savoir-faire liés à un métier.
Les apprentis sont encadrés par des maîtres de stage choisis parmi les compagnons itinérants qui terminent leur tour de France. Une des particularités du compagnonnage est de considérer que les individus n’ont pas forcément besoin d’être expérimentés pour contribuer à la transmission du métier. Le compagnonnage considère que chacun a des éléments à transmettre et que la formation des individus ne doit pas être simplement technique. Le devoir de transmission doit être intégré dès les premiers temps de la formation. On s’éloigne ainsi de l’image traditionnelle de la transmission entre un junior et un senior.

### La formation continue
Parmi ces dispositifs, la majorité des adultes vont faire ce que l'on appelle la formation continue. Cette dernière correspond aux individus qui ont quitté la formation initiale. La formation continue peut ainsi prendre différentes formes : la formation en alternance, la formation ouverte et à distance ou encore des formations hybrides. Dans de rares cas, les adultes peuvent également choisir d'effectuer une reconversion professionnelle en repassant par la formation initiale. Elle concerne les jeunes sous statut scolaire et universitaire ainsi que les apprentis.
En effet, les partenaires sociaux interviennent directement dans la gestion de la formation par le truchement des organismes collecteurs (OPCA, OPACIF) puisque ces derniers sont gérés obligatoirement de manière paritaire. Dans ce domaine, ces organismes ne sont plus seulement des collecteurs dans une dimension uniquement financière, mais ils interviennent de plus en plus en amont du processus de formation par des actions de conseil ; tant auprès des individus en les informant, voire les pré-orientant, sur le CIF, la VAE, les bilan de compétences ou leur projet de formation en général, que des organisations en les accompagnant dans le montage de dossiers avec multi- financements ou les informant sur les prestataires de formation, voire montant des actions régionales